# بطحيش (جنس)
البطحيش أو البَجْن أو البطريخ (الاسم العلمي: Cyprinodon) (بالإنجليزية: Bahama pupfish)‏ هو جنس من الأسماك يتبع الفصيلة البطحيشية من رتبة بطحيشيات الشكل.
وهو سمك صغير شبيه بالشبوط لكنه أصغر منه يكون في الماء المسوس الحار.

## التسمية
يقول الدكتور أمين المعلوف أنه ( ذكروا منه أنواعاً كثيرة فالذي في مياه الطور سماه فورسكال البجن، أما البطريخ فذكره الدكتور شرف، والبطحيش عن مقالة للدكتور حسين فوزي مدير قسم مصايد الأسماك في مصلحة خفر السواحل نشرت في أهرام 31/8/14 وعنوانها واحة سيوه وما فيها، ولا أدري أي هذه الألفاظ أصلح).

## أنواع البطحيش
حالياً يوجد 49 نوعاً معروفاً في هذا الجنس (البطحيش):
- بطحيش أنيق
- بطحيش بقري
- بطحيش بوندي
- بطحيش تولاروسي
- بطحيش خجول
- بطحيش سان إغناسيو
- بطحيش عصوي
- بطحيش كبير الحراشف
- بطحيش سميك الرأس
- بطحيش متقوس
- بطحيش مشرشر
- بطحيش ملحي
- بطحيش مميز
- بطحيش نيفادي
- بطحيش ينبوعي
- بطحيش يوكاتاني
- بطحيش الصحراء
- بطحيش المايا
- بطحيش النهر الأحمر
- بطحيش أبيض الزعانف
- بطحيش أسود الحواف
- بطحيش أسود الزعانف
- بطحيش آكل الحراشف
- بطحيش مبقع
- بطحيش بيكوسي
- بطحيش ثنائي الحزمة
- بطحيش ديربورني
- بطحيش شيطاني
- بطحيش صقلي
- بطحيش طويل الظهر
- بطحيش عريض الحزمة
- بطحيش كبير الشفة
- بطحيش كبير القرن
- بطحيش شفوي
- بطحيش كامن
- بطحيش مفلطح
- (الاسم العلمي:Cyprinodon alvarezi)
- (الاسم العلمي:Cyprinodon higuey)
- (الاسم العلمي:Cyprinodon hubbsi)
- (الاسم العلمي:Cyprinodon inmemoriam)
- (الاسم العلمي:Cyprinodon julimes)
- (الاسم العلمي:Cyprinodon meeki)
- (الاسم العلمي:Cyprinodon nazas)
- (الاسم العلمي:Cyprinodon nichollsi)
- (الاسم العلمي:Cyprinodon pisteri)
- (الاسم العلمي:Cyprinodon riverendi)
- (الاسم العلمي:Cyprinodon salvadori)
- (الاسم العلمي:Cyprinodon veronicae)
- (الاسم العلمي:Cyprinodon variegatus baconi)
- (الاسم العلمي:Cyprinodon variegatus ovinus)
- (الاسم العلمي:Cyprinodon variegatus variegatus)